# Bagrationowskaja
Bagrationowskaja (ros. Багратионовская) – stacja moskiewskiego metra linii Filowskiej (kod 061), położona w rejonie Filowskij Park w zachodnim okręgu administracyjnym Moskwy. Nazwana na cześć rosyjskiego generała Piotra Bagrationa, bohatera I wojny ojczyźnianej. Wyjścia prowadzą na ulice Barkłaja (pod którą stacja się znajduje), Sesławinskaja i Bagrationowskij Projezd. Stacja jest jedną z bardziej zatłoczonych z powodu bliskości centrum handolwego Gorbuszka (ТЦ Горбушка). W pobliżu znajduje się też zajezdnia TCz-9 Fili (ТЧ-9 «Фили») obsługująca linię.

## Konstrukcja i wystrój
Stacja jest naziemna, posiada jeden peron. Położona jest pod ulicą Barklaja, kolumny stacji stanową podporę dla wiaduktu samochodowego, resztę stacji osłania dodatkowe zadaszenie. Oświetlenie przymocowano do tłoczonego sufitu. Westybule i pojedynczy rząd kolumn na stacji pokryto białym marmurem. Stacja jest jedną z bardziej zniszczonych stacji powierzchniowych poprzez działanie pogody, drgania spowodowane ruchem kołowym jak i przez ludzkie zaniedbania w ciągu ostatnich 4 dekad, przez co wymaga renowacji.